# Аршеневский, Исай Захарьевич
Иса́й Заха́рьевич Аршеневский (ок .1700 — ок. 1770) — русский государственный деятель, смоленский вице-губернатор (1756—1758) и губернатор (1760—1763); действительный статский советник (1750). Отец П. И. Аршеневского.

## Биография
Родился около 1700 года. Происходил из смоленского рода Аршеневских — внук крещёного еврея Николая Аршеневского, сын полковника Смоленского полка (ум. 1705) Захария Аршеневского. 
Возвысился благодаря родственным связям с вице-канцлером П. П. Шафировым и братьями Веселовскими (внуки Николая Аршеневского). В молодости занимал пост коменданта Смоленской крепости. С 25 декабря 1750 года состоял в чине действительного статского советника; в 1756 году был назначен вице-губернатором, а с 16 августа 1760 года — губернатором Смоленской губернии.

### Дело Аршеневского
В конце 1762 года императрица Екатерина II получила анонимный донос о «беспорядках» в смоленской губернии. Автор доноса утверждал, что чиновники канцелярии и сам губернатор Исай Аршеневский не выдавали жалование военным чинам, несущим службу на границе с Польшей, вымогая за него взятку.
Дознание началось 7 января 1763 года. По результатам следствия Аршеневский и несколько его помощников 10 февраля были приговорены к смертной казни. Однако Екатерина, находившаяся в отъезде, приказала отложить исполнение приговора до её возвращения.
Приговор Сената от 10 мая 1763 года гласил: «Аршеневского с товарищами от смертной казни и от караула освободить, а вместо того лишить их всех чинов и ни к каким делам не определять».

В августе следующего года Аршеневский подал императрице челобитную, в которой писал:
«Я в службе с 1714 года — 49 лет. Был в разных походах на сражениях и при взятии многих городов со всякою ревностью и усердием, ни в каких штрафах, подозрениях нигде не бывал, и производим был по старшинству: в 1756 из полковников в действительные статские советники и в Смоленск вице-губернатором, а в 1758 в ту же губернию губернатором… Прошу Вашего милосердия и возвращения заслуженных через 49-летнюю службу чинов, дабы при старости лет своих оставшиеся дни свои проводить в спокойствии»
Резолюция императрицы датирована следующим днём: «Возвратить ему отнятые чины и отставить его от всех дел».
Умер около 1770 года.